# 伊波拉 (巴西)
伊波拉是巴西戈亚斯州的一个市镇。总面积1026.387平方公里，总人口30308人，人口密度29.5人/平方公里。